# Yoshiko Sakakibara
Yoshiko Sakakibara (榊原 良子?, Sakakibara Yoshiko; Chiba, 31 maggio 1956) è un'attrice, doppiatrice e cantante giapponese, in attività dal 1981.
È principalmente conosciuta per i ruoli di Nehellenia in Sailor Moon SuperS, Mitsuko Asatani in Occhi di gatto, Shinobu Nagumo in Patlabor e Sylia Stingray in Bubblegum Crisis.

## Ruoli

### Serie televisive
- 1981 God Mars – Flore
- 1981 Lamù – Otama
- 1982 Space Adventure Cobra – Armaroid Lady
- 1983 Cat's Eye – Mitsuko Asatani
- 1984 God Mazinger – Aira
- 1984 Yoroshiku Mechadock – ???
- 1984 Mori no Tonto-tachi – ???
- 1985 Dancougar – Reimi
- 1985 Mobile Suit Zeta Gundam – Haman Khan, Mouar Pharaoh
- 1986 Maison Ikkoku – Ayako
- 1986 Mobile Suit Gundam ZZ – Haman Kharn
- 1987 Capricciosa Orange Road – Madoka's mother
- 1987 Mami The Esper – Mama
- 1988  City Hunter 2 – Tachiki Sayuri
- 1988 Go! Anpanman - Maki
- 1989 Idol Densetsu Eriko – Ryoko Asagiri
- 1989 Blue Blink – ???
- 1989 Konchū Monogatari: Minashigo Hutch – Mama
- 1989   Patlabor (serie animata televisiva)  – Shinobu Nagumo
- 1990 Yoko Youkoso The Legendary Idol – Keiko Matsushima
- 1994 Blue Seed – Azusa Matsudaira
- 1995 Sailor Moon Super S – Queen Nehelenia
- 1995 Fushigi yûgi - Il gioco misterioso – Shouka
- 1996 Kodomo no omocha – Michelle
- 1996 Sailor Moon Sailor Stars – Queen Nehelenia
- 1996 Sei in arresto! – Kaoruko Kinoshita
- 1996 I cieli di Escaflowne – Varie
- 1997 Clamp School – Casablanca
- 1997 Don't Leave Me Alone, Daisy – Mother
- 1998 Princess Nine – Keiko Himuro
- 1998 Fancy Lala – Mamiko Shinohara
- 2001 Hellsing – Sir Integra
- 2002 Tenchi muyō! GXP – Misaki Masaki Jurai
- 2003 Chrono Crusade – Kate Valentine
- 2004 Keroro – Oka Nishizawa
- 2004 Ghost in the Shell: Stand Alone Complex 2nd GIG – Yoko Kayabuki
- 2005 Moeyo Ken – Oryou
- 2005 Tide-Line Blue – Aoi
- 2009 Inuyasha: The Final Act – Sesshōmaru's Mother
- 2009 Kiddy Girl-and – Arnice
- 2010 Cobra The Animation – Armaroid Lady
- 2011 Nichijou – Oil in episode 15
- 2015 Go! Princess Pretty Cure - Dyspear

### OAV
- 1983 Dallos - Melinda Hurst
- 1985 Greed  - Mimau
- 1985 Area 88 - Yasuda
- 1985 Cream Lemon – Rio
- 1985 Megazone 23  – Reina
- 1985 The Karuizawa Syndrome - Kaoru Matsunuma
- 1986 The Humanoid – Antoinette
- 1987 Black Magic M-66 – Sybil
- 1987 Bubblegum Crisis – Sylia Stingray
- 1987 Devilman: The Birth – Sirene
- 1987 Kaze to Ki no Uta – SANCTUS – Rosemarine
- 1988 Mobile Police Patlabor – Shinobu Nagumo
- 1988 Mobile Suit SD Gundam – Haman Khan
- 1988 Aim for the Ace! 2 – Reika Ryuuzaki
- 1988 Legend of the Galactic Heroes – Frederica Greenhill
- 1989 Aim for the Ace! Final Stage – Reika Ryuuzaki
- 1989 Crusher Joe – Tanya
- 1989 Cleopatra DC – Strange Woman
- 1990 Cyber City Oedo 808 – Sarah
- 1990 Guardian of Darkness – Sayoo(m)ko Matsura
- 1990 SD Gundam Gaiden – Sorceress Qubeley
- 1990 Patlabor The Mobile Police: The New Files – Shinobu Nagumo
- 1990  Record of Lodoss War – Karla
- 1990  CB Chara Nagai Go World – Sirene
- 1991  RG Veda - Karura-Ō
- 1991  Bubblegum Crash – Sylia Stingray
- 1991  Condition Green – Paula
- 1991  Super Deformed Double Feature – Sylia Stingray
- 1991  Moonlight's Earring – Takao Reseinji
- 1991  Ninja Gaiden – Sara
- 1993  Super Dimension Century Orguss 02 – Miran
- 1994  Chi ha bisogno di Tenchi? – Misaki
- 1995  Golden Boy – Kogure's girlfriend
- 1996  Special Duty Combat Unit Shinesman – Kyoko Sakakibara
- 1996  Power DoLLS – Deborah Hughes
- 1996  Mobile Suit Gundam: The 08th MS Team – Topp
- 1996  Blue Seed Beyond - Azusa Matsudaira
- 1999  Sol Bianca: The Legacy – Feb Fall
- 2001  Zone of the Enders: 2167 Idolo – Rachel Links
- 2003  Moeyo Ken – Oryo
- 2006  Hellsing Ultimate – Sir Integra
- 2008  Cobra the Animation: The Psychogun – Armaroid Lady
- 2009  Cobra the Space Pirate: Time Drive – Armaroid Lady

### Videogiochi
- 1999 D2 - Lucy Parton
- 2000 Super Robot Wars Alpha - Mouar Pharaoh, Haman Karn, Nanai Miguel
- 2001 Super Robot Wars Alpha Gaiden - Mouar Pharaoh
- 2002 Space Channel 5: Part 2 - Pine
- 2002 Armored Core 3 - Crest
- 2002 Tales of Destiny 2 - Elrane
- 2003 Super Robot Wars Alpha 2 - Haman Karn, Nanai Miguel
- 2004 Magna Carta: Tears of Blood - Ladrinne Milire Owen
- 2005 Cobra the Arcade - Lady Armaroid
- 2006 Final Fantasy XII - Jote
- 2007 Dynasty Warriors: Gundam - Haman Karn
- 2007 ASH: Archaic Sealed Heat - Aceshin XV
- 2008 Super Robot Wars A Portable - Haman Karn
- 2008 Super Robot Wars Z - Haman Karn
- 2008 Suikoden Tierkreis - Diadora
- 2008 Dynasty Warriors: Gundam 2 - Haman Karn, Nanai Miguel
- 2010 Dynasty Warriors: Gundam 3 - Haman Karn, Nanai Miguel
- 2012 Zero Escape: Virtue's Last Reward - Akane Kurashiki (vecchia)
- 2014 Super Robot Wars Z3: Hell Chapter - Haman Karn
- 2015 Shin Megami Tensei: Devil Survivor 2 - Record Breaker - Polaris
- 2015 Bloodborne - Annalise
- 2015 Super Robot Wars Z3: Heaven Chapter - Haman Karn
- 2016 Overwatch - Ana
- 2017 Fire Emblem Heroes - Mila
- 2017 Fire Emblem Echoes: Shadows of Valentia - Mila
- 2017 God Wars: Future Past - Izanami
- 2019 Super Robot Wars T - Haman Karn
- 2022 Babylon's Fall - Nergal
- 2022 Overwatch 2 - Ana
- 2023 Bayonetta Origins: Cereza and the Lost Demon - Morgana
- 2023 Silent Hope - Rogue
- 2024 Like a Dragon: Infinite Wealth - Akane Kishida
- 2024 Granblue Fantasy: Relink - Historiath
- 2024 Rise of the Ronin - Forgiatrice

### Film
- 1982 Space Adventure Cobra – Armaroid Lady
- 1983 Lamù: Only You – Elle
- 1984 Nausicaä della Valle del vento – Lady Kushana
- 1987 Bats & Terry – Aya
- 1988 Maison Ikkoku Last Movie - Kuroki
- 1988 Mami The Esper: Dancing Doll of the Starry Sky – Mama
- 1989 Patlabor the Movie – Shinobu Nagumo
- 1990 Go! Anpanman: Baikinman no Gyakushuu – Tekka no Makichan
- 1993 Patlabor 2 the Movie – Shinobu Nagumo
- 1999 You're Under Arrest - The Movie – Kaoruko Kinoshita
- 1998 Galaxy Express 999: Eternal Fantasy – Helmazaria
- 1999 Digimon Adventure – Taichi's Mother
- 2000 Blue Remains – Myazamik
- 2000 Mini Pato – Shinobu Nagumo
- 2004 Ghost in the Shell 2 - Innocence – Harraway
- 2004 Mobile Suit Z Gundam: A New Translation – Haman Khan
- 2005 Detective Conan: La strategia degli abissi - Minako Akiyoshi
- 2006 Ghost in the Shell: Stand Alone Complex: Solid State Society – Yoko Kayabuki
- 2008 The Sky Crawlers – Towa Sasakura
- 2009 Eureka Seven - Il film – Old Anemone